# Земледелие инков
Земледе́лие и́нков — это одна из основных отраслей экономики империи Инков, занимавшаяся выращиванием сельскохозяйственных культур.
Традиционно вся земля Тауантинсуйу, пригодная для выращивания любых культур, была поделена на три основные части. Первая принадлежала жречеству, то есть доход с неё шёл на содержание священнослужителей храмов и сами места служения (так называемое «божественное солнце»). Вторая часть являлась непререкаемой долей Сапа Инки. Соответственно, доход от этой части земли шёл в казну. Третья часть принадлежала самим земледельцам, и доход от неё (тупу) оставался у них.

## Характер земледелия инков

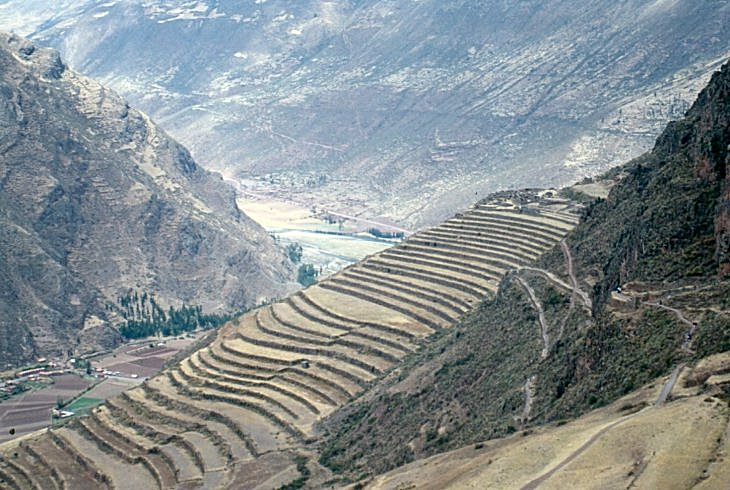
Террасы в городе-крепости Писак

По своему характеру земледелие в империи Инков было поливным. Территории, где в основном происходило выращивание культур, выбирались тщательно: обычно это были склоны гор, на которых сооружались террасы. Каменные блоки, выполненные в несколько рядов, создавали полости, в которые засыпался дренаж, а сверху почва, приносимая вручную из других долин. Необходимость орошения почвы при имеющихся природных условиях компенсировалась тем, что сооружались каналы, отведённые от горных рек. Такая система ирригации позволяла довести необходимый объём воды до места взращивания и обеспечивала устойчивую терморегуляцию.
Начало обработки полей было приурочено к августу. Трудились как мужчины, так и женщины. В отличие от жителей Европы, инки не знали тяглового скота, поэтому обработка земли производилась вручную при помощи незатейливых инструментов, таких как лопаты и мотыги.
Несмотря на кажущуюся примитивность земледелия инков, оно было высокоэффективным и давало огромное количество прибавочного продукта. Излишки продуктов свозились на государственные склады колька (кечуа qullqa), образуя запасы, достаточные для снабжения продовольствием всего населения империи на 6-7 лет вперёд. Даже сейчас страны Анд полностью обеспечивают себя продовольствием, используя лишь часть полей, обрабатываемых при инках и менее сложные агротехнические приёмы.

## Сельскохозяйственные культуры
Анды являлись одним из первоначальных независимых очагов одомашнивания растений и возникновения земледелия, и почти все культуры, выращивавшиеся инками, имели местное происхождение.
Инки возделывали около ста видов сельскохозяйственных культур, среди которых наиболее распространены картофель (все известные на тот момент сорта), кукуруза, табак, кока, хлопчатник и другие. Места, где выращивали те или иные культуры и сорта, определялись сложившимися условиями погоды и топографией местности, что позволяло, с экономических позиций, рационально использовать имеющиеся ресурсы.
Взращенный картофель, имеющийся в остатке, никогда не пропадал задаром и редко продавался. Для его длительного хранения был изобретён способ сушки чуньу (кечуа chuñu), позволявший картофелю сохранять свои свойства на многие годы. Из разных сортов кукурузы инки делали пиво (чича), каши и сладкую кукурузу. Кока выращивалась на плантациях Инки и была доступна лишь узкому кругу общества — правящей элите. В империи она нашла широкое применение: от средства получения удовольствия до медицинских нужд.

## Удобрения
Удобрения были представлены фекалиями домашних животных (ламы, альпака), гуано (окаменевшие многометровые отложения помёта птиц), а также золой. Практиковался обмен золами между разными местностями и частями империи для обогащения микроэлементного состава почвы.